# Чапаевский сельский совет (Чутовский район)
Чапаевский сельский совет (укр. Чапаєвська сільська рада) — входит в состав
Чутовского района
Полтавской области
Украины.
Административный центр сельского совета находится в 
с. Петровка.

## Населённые пункты совета
- с. Петровка
- с. Майоровка